# Betty Poison
Betty Poison (vormals: Betty Ford Center) sind eine 2005 in Italien gegründete und seit 2012 in Berlin ansässige Rockband.

## Geschichte
Betty Poison wurde 2005 zunächst unter dem Bandnamen Betty Ford Center gegründet. Die Gruppe benannte sich dementsprechend nach der bekannten gleichnamigen Drogen- und Alkoholentzugsklinik in Rancho Mirage, Kalifornien. Da man befürchtete, mit der realen Klinik rechtliche Probleme zu bekommen und auch einige YouTube-Videos sowie die damalige MySpace-Seite aus genau diesem Grund gelöscht wurden, benannte man sich in Betty Poison um.
2008 erschien ihre Debüt-EP Uncool über Fastermaster Records. 2009 erschien das erste Album Poison for You.
2010 spielten sie in Rom und Mailand als Vorgruppe von Hole und Courtney Love. 2011 erschien das zweite Album Beauty Is Over. Das Lied Time vom zweiten Album wurde in New York City für eine Performance von Anton Perich verwendet, dem langjährigen Fotografen von Andy Warhol. Die Band spielte unter anderem eine US-Tournee.
2015 erschien die EP Jøy.

## Musikstil
Die Bandmitglieder von Betty Poison bezogen ihre Einflüsse aus verschiedenen Subgenres der 1980er und 1990er Rock-Szene, insbesondere Noiserock und Grunge. Hole und L7 gelten als großer Einfluss. Eine Zeitlang beschrieben sie ihre Musik als „Vaginal-Rock“, kamen jedoch wieder davon ab. Im Gegensatz zu vielen anderen Bands wird die Musik von zwei Gitarren getragen und verzichtet auf eine Bassgitarre. Auf dem Studioalbum Beauty Is Over spielte jedoch Annika Kreusch von der belgischen Band Pandora bei einigen Songs die Bass-Gitarre ein.

## Diskografie

### Alben
- 2009: Poison for You (Fastermaster Records)
- 2011: Beauty Is Over (Fastermaster Records)

### EPs
- 2008: Uncool (Fastermaster Records)
- 2015: Jøy (EP, SFEM)

### Musikvideos
- Psychovicious
- Silly Pop Song
- Paris Hilton Up Your Ass
- Time
- July
- I Fucked Your Mother